# 2-га армія (Військо Польське)

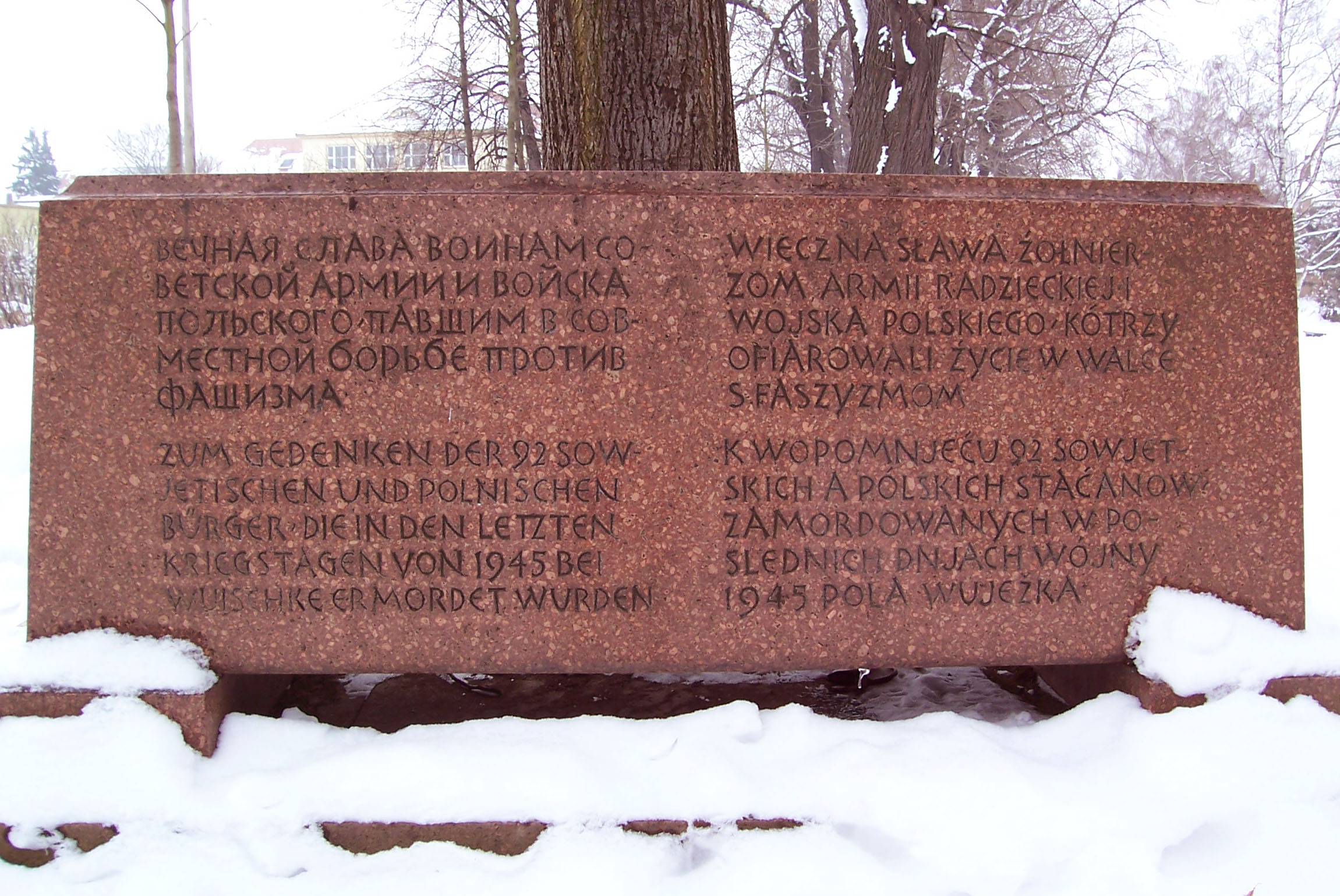
меморіальний камінь в місті Бауцен

2-га армія Війська Польського (пол. "2 Armia Wojska Polskiego") — польське військове з'єднання, сформоване в 1944 році.

## Історія
Рішення про створення 2-ї армії Війська Польського було прийнято Крайовою Радою Народовою 8 серпня 1944. Формування армії почалося 20 вересня 1944 і було завершено до січня 1945. Командувач армії: генерал-лейтенант Кароль Сверчевський, його заступник — полковник Едмунд Пщулковський. Армія складалася з 5-ї, 6-ї, 7-ї і 8-ї піхотних дивізій і 1-го польського бронетанкового корпусу.
19 березня 1945 армія увійшла до складу 1-го Українського фронту і до кінця березня прибула на лінію фронту на ділянці Бреславль — Лешно — Кротошин.
Надалі армія взяла участь у Берлінській операції, а потім у Празькій операції.
Після закінчення війни, 17 травня 1945 армія була виведена з оперативного підпорядкування радянських військ 1-го Українського фронту. Надалі частини армії деякий час несли службу на західних польських землях (у тому числі здійснювали охорону нового кордону по Одеру і Нейсе).
22 вересня 1945 армія була розформована, її штаб був перетворений в командування одного з військових округів, а особовий склад частково демобілізований.